# Arbeitsgemeinschaft für Osteosynthesefragen
AO (Arbeitsgemeinschaft für Osteosynthesefragen) er en schweizisk gruppe af ortopædkirurger, der startede en arbejdsgruppe med henblik på at systematisere osteosyntesemetoderne, dvs. metoder til operation af knoglebrud. AO-principperne anvendes nu af de fleste ortopædkirurger indenfor traumatologien, når de skal operere brækkede knogler. AO er blevet en kommerciel, omend videnskabeligt funderet, forretning, der udvikler og sælger osteosyntesematerialer og tilhørende kirurgiske instrumenter samt afholder kurser for ortopædkirurger og i de senere år også for andre kirurger der opererer knogler, dvs. kæbekirurger, neurokirurger, Øre-Næse-Halskirurger samt veterinærer.